# 13.ª Divisão (Japão)
A 13ª Divisão foi uma divisão de infantaria do Império do Japão que serviu durante a Segunda Guerra Mundial. A divisão foi formada 1 de abril de 1905 in Takeda. Foi desativada no dia 1 de maio de 1925 e reconstruída no dia 10 de setembro de 1937 em Sendai, sendo desta vez desmobilizada no mês de setembro de 1945 com o fim da guerra.

## Comandantes
| Comandante                     | Data                                          |
| ------------------------------ | --------------------------------------------- |
| Lt. General Torajiro Nishikawa | 24 de julho de 1918 - 6 de janeiro de 1921    |
| Lt. General Masahiko Kawamura  | 6 de janeiro de 1921 - 6 de agosto de 1923    |
| Lt. General Tatsuzo Idogawa    | 6 de agosto de 1923 - 1 de maio de 1925       |
| Lt. General Ryuhei Ogisu       | 10 de setembro de 1937 - 1 de agosto de 1939  |
| General Shizuichi Tanaka       | 1 de agosto de 1939 - 28 de setembro de 1940  |
| Lt. General Eitaro Uchiyama    | 28 de setembro de 1940 - 17 de agosto de 1942 |
| Lt. General Ri Akashika        | 17 de agosto de 1942 - 20 de janeiro de 1945  |
| Lt. General Minetaro Yoshida   | 20 de janeiro de 1945 - de setembro de 1945   |

## Crimes de Guerra
Soldados desta unidade participaram do Massacre de Nanking no ano de 1937 onde se estima que cerca de 200 000 civis tenham sido mortos.

## Subordinação
- Exército Expedicionário Shanghai - 11 de setembro de 1937
- Exército Expedicionário China Central - 14 de fevereiro de 1938
- 2º Exército - 4 de julho de 1938
- 11º Exército - 9 de dezembro de 1938
- Grupo de Exércitos Expedicionário China - de julho de 1945

## Ordem da Batalha
março de 1943
- 13. Grupo de Infantaria (desmobilizada no dia 7 de janeiro de 1944)
- 65. Regimento de Infantaria
- 104. Regimento de Infantaria
- 106. Regimento de Infantaria
- 19. Regimento de Artilharia de Montanha
- 13. Regimento de Engenharia
- 13. Regimento de Transporte
- Unidade de comunicação